# Logitech Harmony

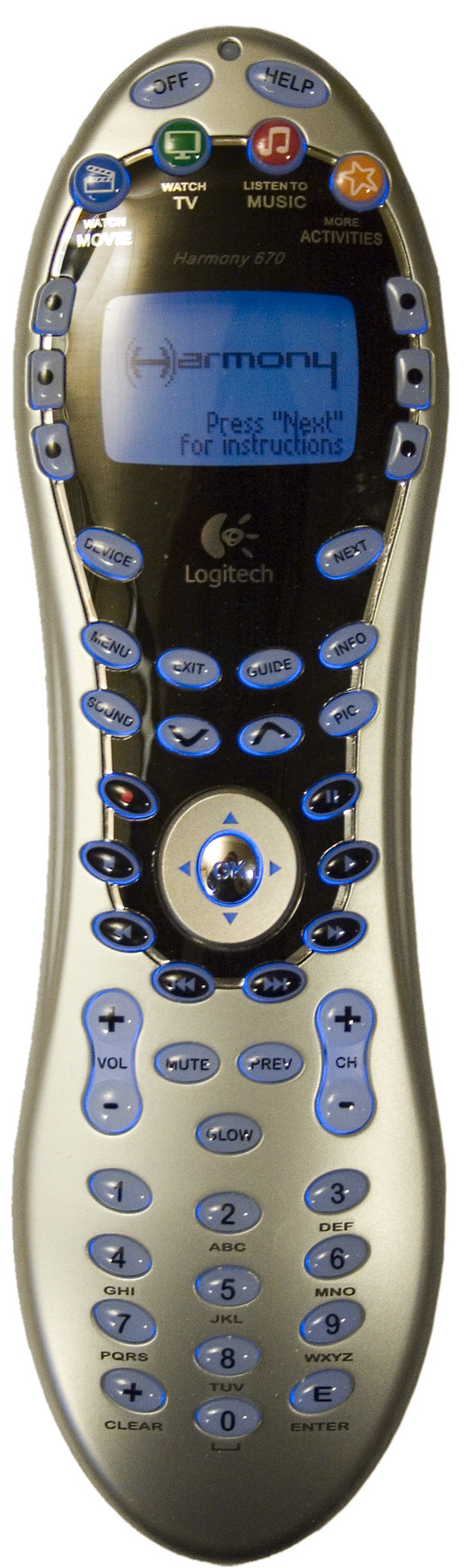
Una mando universal Harmony 670

Logitech Harmony Remote es una gama de mandos universales concebida y comercializada por Logitech. 

## Historia
El producto fue concebido y comercializado en 2001 por una sociedad canadiense, Easy Zapper, más tarde renombrada como Intrigue Technologies. Esta sociedad fue adquirida por Logitech en mayo de 2004 por 39 millones de dólares.

## Gama de productos
Entre toda la gama Harmony, solo el modelo One existe a la vez para los mercados estadounidense y europeo. Todos los demás modelos comercializados lo son sólo para el mercado europeo o para el mercado estadounidense. Los modelos se diferencian por la presencia de un puerto IR y o RF, por la pantalla LCD, por el soporte de multiroom, y por la batería recargable o bien pilas.

## Software Harmony Remote
El mando puede actualizar su firmware, su software compatible java y su base de datos de los mandos mediante un puerto mini-USB y un software que almacena su configuración de un modo securizado sobre un website perteneciente a Logitech. El mando posee 2 puertos IR: uno para aprender los códigos del mando IR del usuario, el otro para enviar los comandos al periférico IR (DVD, TV, decodificador, magnetoscopio...). La actualización del mando precisa un sistema operativo Windows o Apple. Un grupo de desarrolladores trabajan actualmente sobre un software compatible Linux,.

## Ventajas e inconvenientes
Debido a que los periféricos reciben sólo el código IR, los mandos desconocen el estado de los periféricos (si están encendidos o apagadosː modo vela, etc..). No permiten conocer o adivinar por ejemplo qué conector péritel está activado sobre un periférico que comporta varios conectores E/S (AUX, VCR, TV). Este problema aparece sobre todo en los mandos que no tienen un botón independiente para cada conector entrada/salida. Los periféricos multimedia recientes (media center) empiezan a tener emisores IR para una mayor interactividad.
De hecho la interfaz es una interfaz web embebida dentro de un software, pero: 
- el software no permite configurar gráficamente la interactividad,
- necesita una conexión PC y una suscripción Internet,
- el código IR no se puede "copiar-pegar"  entre teclas.